# Центральний Український Сільськогосподарський Кооперативний Союз
Центральний Український Сільськогосподарський Кооперативний Союз (Централ) — союз, заснований у Києві в січні 1918 року з метою об'єднувати сільськогосподарські товариства і кооперативи, організовувати для них постачання знаряддя, машин, угноєнь та організовано вести збут сільськогосподарських продуктів, а також ініціювати спілки для спільної обробки землі. Попередником Централу було Київське Центральне Сільськогосподарське Товариство, засноване 1915 року на чолі з П. Пожарським, заступником В. Ковалем і членом керівництва священиком Т. Добрянським.
До обраного на з'їзді 29 серпня — 1 вересня 1918 року керівництва входили: В. Коваль, — голова, К. Шеметів, Н. Філіповський. М. Шаповал, О. Мицюк — члени, В. Доманицький — секретар; К. Мацієвич — голова Ради. На 1 липня 1919 року в Централі був об'єднаний 41 кооперативний союз і 728 різного характеру кооперативних товариств. 
1920 року радянська влада ліквідувала всі види незалежної кооперації. Але 1922 року на місці ліквідованого Централу було утворено контрольоване урядом УССР об'єднання сільськогосподарської кооперації в УССР «Сільський Господар».